# Pachyschelus brancuccii
Pachyschelus brancuccii es una especie de escarabajo joya del género Pachyschelus, familia Buprestidae. Fue descrita científicamente por Bílý en 1983.